# پژمان ضیائیان
پژمان ضیائیان (سید مهدی ضیائیان) هنرمند عکاس متولد ۱۳۴۵ خورشیدی در شهر تهران کشور ایران است. وی دارای مدرک PHD در رشته عکاسی است.

## زندگی‌نامه
وی عکاسی را به عنوان میراثی از پدر گرامی داشت و خود اکنون به جایگاه مهمی در هنر عکاسی رسیده‌است. وی تحصیلات آکادمی خود را در زمینه عکاسی در دانشگاه حرفه ای برکلی آمریکا، پشت سر گذاشت و اکنون به عنوان یک عکاس حرفه ای در سطح بین‌المللی شناخته می‌شود. در شماره ۳ و ۴ فصلنامه سرزمین هنر مقاله ای با عنوان "شیراز رویای سرزمین پارس" به همراه عکس‌های جدیدی از مناظر مختلف از این هنرمند شیرازی به چاپ رسیده‌است که مورد توجه دوست داران این شهر زیبا قرار گرفته‌است.
وی از کارهای عکاسی خود نمایشگاه‌های متعددی برگزار نموده‌است.

## افتخارات
- در سال ۱۳۹۷ در نمایشگاه بزرگ شیراز از این عکاس به دلیل عکس‌هایی که از شیراز گرفته تجلیل به عمل آمد.[۳][۴]
- نشان طلای تندیس مدیر شایسته در اجلاس مدیر شایسته ملی، در میان مدیران وزارتخانه‌ها، ارگان‌ها، سازمان‌ها و نهادهای دولتی و غیردولتی در عرصه صنعت و اقتصاد، در روز ۲۰ تیرماه ۱۳۹۷، در مرکز همایش‌های بین‌المللی صدا و سیما برگزار گردید و از وی تقدیر به عمل آمد و نشان طلا، اعتبار نامه مدیر شایسته ملی همچنین عضویت رسمی بنیاد چهره‌های ماندگار ایران اعطا شد.[۵]
- وی برای اولین بار پروژه عکس برداری هوایی هنری در ایران را با استفاده از هلی کوپتر در سال ۱۳۸۵ در شیراز و تهران انجام داد.[۶]
- برگزاری نمایشگاه‌های انفرادی در اکثر شهرهای بزرگ ایران و برخی کشورها از جمله آلمان، فرانسه، ژاپن و امارات متحده عربی.